# تریس آلسهامار
تریس آلسهامار (به انگلیسی: Therese Alshammar) (زادهٔ ۲۶ اوت ۱۹۷۷) شناگر اهل سوئد است.